# Naturbahnrodel-Weltmeisterschaft 1982
Die 3. FIL-Naturbahnrodel-Weltmeisterschaft fand vom 16. bis 21. Februar 1982 in Feld am See in Österreich statt.

## Einsitzer Herren
| Platz | Name                 | Zeit |
| ----- | -------------------- | ---- |
| 01    | Gerhard Pircher      | ?    |
| 02    | Otto Bachmann        | ?    |
| 03    | Werner Prantl        | ?    |
| 04    | Damiano Lugon        | ?    |
| 05    | Raimund Pigneter     | ?    |
| 06    | Martin Jud           | ?    |
| 07    | Oswald Pörnbacher    | ?    |
| 08    | Hermann Sporer       | ?    |
| 09    | Roland Trattnig      | ?    |
| 10    | Alfred Kogler        | ?    |
| 11    | Gerhard Mavrin       | ?    |
| 12    | Alexander Lageder    | ?    |
| 13    | Peter Brunold        | ?    |
| 14    | Vitus Gansler        | ?    |
| 15    | Teodor Kalisnik      | ?    |
| 16    | Per Winberg          | ?    |
| 17    | Trond Enkerud        | ?    |
| 18    | Albino Donzel        | ?    |
| 19    | Einar Danbolt        | ?    |
| 20    | Drago Česen          | ?    |
| 21    | Marjan Meglič        | ?    |
| 22    | Georg Spindler       | ?    |
| 23    | Anton Berwanger      | ?    |
| 24    | Stanko Koler         | ?    |
| 25    | Stephan Melliger     | ?    |
| 26    | Mirko Klinar         | ?    |
| 27    | Harald Baumann       | ?    |
| 28    | Albert Perko         | ?    |
| 29    | Erich Hedinger       | ?    |
| 30    | Jan Mickos           | ?    |
| 31    | Manfred Bruckmeier   | ?    |
| 32    | Hermann Städler      | ?    |
| 33    | Anders Fladvad       | ?    |
| 34    | Eugen Leuthold       | ?    |
| 35    | Lars Ekström         | ?    |
| 36    | Patrick Ginet        | ?    |
| 37    | Werner Leuthold      | ?    |
| 38    | Markku Heikkilä      | ?    |
| 39    | Xavier Raurell Lopez | ?    |
| 40    | Per Karlsson         | ?    |
| 41    | Jan Willem Ris       | ?    |
| 42    | Pieter Laboyrie      | ?    |
| --    | Bielders Fea         | DNS  |
| --    | Volker Schönhuber    | DNS  |
| --    | Augustin Bou Magueda | DNF  |
| --    | Peter Paul Viergeuer | DNF  |
| --    | Hannu Heikkilä       | DNF  |

Der Österreicher Gerhard Pircher wurde Weltmeister im Einsitzer und gewann damit seine einzige Medaille bei Großereignissen. Der zweitplatzierte Italiener Otto Bachmann hatte bereits vor zwei Jahren Bronze gewonnen. Dritter wurde der Weltmeister von 1979, der Österreicher Werner Prantl, der im Doppelsitzer ebenfalls Bronze gewann.

## Einsitzer Damen
| Platz | Name                | Zeit |
| ----- | ------------------- | ---- |
| 01    | Herta Hafner        | ?    |
| 02    | Hilde Fuchs         | ?    |
| 03    | Paula Peintner      | ?    |
| 04    | Delia Vaudan        | ?    |
| 05    | Elfriede Pirkmann   | ?    |
| 06    | Nelly Chapellu      | ?    |
| 07    | Anita Blüm          | ?    |
| 08    | Barbara Winkler     | ?    |
| 09    | Marlene Tauser      | ?    |
| 10    | Karin Berni         | ?    |
| 11    | Christine Zobel     | ?    |
| 12    | Manuela Daller      | ?    |
| 13    | Veronique Perraudin | ?    |

Bei der dritten Naturbahnrodel-Weltmeisterschaft gab es bei den Damen die zweite Weltmeisterin. Nachdem 1979 und 1980 die Italienerin Delia Vaudan, die diesmal Vierte wurde, gewonnen hatte, ging in diesem Jahr die Goldmedaille an ihre Landsfrau Herta Hafner. Silber gewann die Österreicherin Hilde Fuchs und Bronze die Italienerin Paula Peintner.

## Doppelsitzer
| Platz | Name                                     | Zeit |
| ----- | ---------------------------------------- | ---- |
| 01    | Andreas Jud – Ernst Oberhammer           | ?    |
| 02    | Alfred Kogler – Franz Huber              | ?    |
| 03    | Werner Prantl – Florian Prantl           | ?    |
| 04    | Martin Jud – Harald Steinhauser          | ?    |
| 05    | Oswald Pörnbacher – Raimund Pigneter     | ?    |
| 06    | Meinhard Brandstätter – Wolfgang Winkler | ?    |
| 07    | Per Winberg – Lars Ekström               | ?    |
| 08    | Drago Česen – Teodor Kalisnik            | ?    |
| 09    | Erich Hedinger – Peter Brunold           | ?    |
| 10    | Hermann Städler – Werner Leuthold        | ?    |
| 11    | Leopold Krašovec – Mirko Klinar          | ?    |
| 12    | Philippe Keck – Stephan Melliger         | ?    |
| --    | Trond Enkerud – Einar Danbolt            | DNF  |
| --    | Vitus Gansler – Georg Spindler           | DNF  |
| --    | Manfred Bruckmeier – Harald Baumann      | DSQ  |

Wie bei den Damen ging auch im Doppelsitzer der Weltmeistertitel zum dritten Mal nach Italien. Andreas Jud und Ernst Oberhammer siegten vor den amtierenden Europameistern Alfred Kogler und Franz Huber aus Österreich. Die Bronzemedaille gewannen die Österreicher Werner und Florian Prantl, die bereits 1979 WM-Bronze gewonnen hatten und Europameister geworden sind.

## Medaillenspiegel
| Platz | Land       | Gold | Silber | Bronze | Gesamt |
| ----- | ---------- | ---- | ------ | ------ | ------ |
| 1.    | Italien    | 2    | 1      | 1      | 4      |
| 2.    | Österreich | 1    | 2      | 2      | 5      |